# Sebastián Henao
Sebastián Henao Gómez (Rionegro, 5 agosto 1993) è un ex ciclista su strada colombiano con caratteristiche di scalatore, professionista dal 2014 al 2022. È cugino di Sergio Henao, anch'egli ciclista.

## Carriera
Nel 2014 passa professionista con il Team Sky, raggiungendo in squadra il cugino Sergio. In stagione partecipa al Giro d'Italia, ottenendo due piazzamenti "top 10" di tappa e il 22º posto nella classifica generale finale, quinto miglior giovane. Nel 2016 migliora il piazzamento al Giro d'Italia, concludendo al diciassettesimo posto, secondo miglior giovane.
Nel 2022 lascia il team Sky/Ineos dopo otto stagioni per vestire la maglia dell'Astana Qazaqstan Team. Nell'agosto dello stesso anno annuncia però una temporanea interruzione alla carriera agonistica a causa di problemi di salute.

## Palmarès
- 2013 (Colombia-Coldeportes, due vittorie)

1ª tappa Clásica de Funza
Classifica generale Clásica de Funza

### Altri successi
- 2013 (Colombia-Coldeportes)

Classifica giovani Vuelta a Colombia

## Piazzamenti

### Grandi Giri
- Giro d'Italia

2014: 22º
2015: 41º
2016: 17º
2017: 33º
2019: 24º
Vuelta a España
2019: 39º

### Classiche monumento
- Liegi-Bastogne-Liegi

2016: 69º
2017: 89º
2020: 71º
- Giro di Lombardia

2014: ritirato
2015: 60º
2018: 87º

### Competizioni mondiali
- Campionati del mondo su strada

Valkenburg 2012 - In linea Under-23: 72º
Toscana 2013 - In linea Under-23: 18º
Ponferrada 2014 - In linea Elite: ritirato
Bergen 2017 - In linea Elite: ritirato
Innsbruck 2018 - In linea Elite: ritirato
Harrogate 2019 - In linea Elite: ritirato